# 大岡寺
大岡寺（だいこうじ）は、滋賀県甲賀市水口町にある天台宗系単立の寺院。山号は龍王山。本尊は千手観音。近江西国三十三箇所第26番札所。

## 歴史
寺伝によれば、白鳳14年（686年）6月18日、諸国を行脚していた行基が近江国甲賀郡の大岡山の山頂に、自刻の千手観音を本尊として龍王山観音院を創建したという。平安時代に入ると東海道が甲賀郡を通るようになったため、大岡山は東海道を見下ろせる交通の要所となり、やがて16もの子院を擁する大きな寺院となっていった。また、別に大岡寺や岡観音とも呼ばれるようになった。
平安時代の天仁2年（1109年）に起きた源義忠暗殺事件では犯人とされた源義綱が甲賀郡に入り、討伐しにきた源為義と各所で激戦をした末に、大岡寺にて出家している。元久元年（1204年）には鴨長明が当寺で出家している。
中世には大岡寺は水口神社を自らの護法神とし、山王新宮と呼ぶようになっている。
天正2年（1574年）、甲賀郡に立て籠って抵抗する六角義賢と攻め寄せてきた織田信長との合戦に巻き込まれ、大岡寺は本坊であった東之坊を残して全て焼失した。
天正13年（1585年）、羽柴秀吉の家臣中村一氏が甲賀郡を得ると、大岡山に築城することにし残っていた東之坊を地頭（ぢがしら）に移転させ、大岡山に水口岡山城を築城した。しかし、江戸時代に入ると水口岡山城は廃城され、寛永11年（1634年）に新たに水口城が築城される。そして大岡山は古城山（しろやま）と呼ばれるようになった。
天和2年（1682年）に加藤明友が2万石で入城して水口藩が成立すると、東之坊はその祈願所とされ、寺領、大般若経六百巻、梵鐘等の寄進を受けた。そして正徳5年（1715年）、住持の寂堂は藩の許可を得て東之坊を水口藩の御林山となっていた古城山の麓である現在地に移転させ、名称を龍王山大岡寺と改めて元あった地に再興した。さらに古城山の山頂、水口岡山城の跡地に奥の院として阿迦之宮を翌享保元年（1716年）に建立している。
寛政7年（1795年）には松尾芭蕉の「命二つ中に活きたる桜かな」の句碑が建てられたが、ここにある桜は、現在水口八景の一つに数えられている。
1919年（大正8年）には恵良によって裏山に四国三十三観音霊場の石仏群が作られた。
1966年（昭和41年）には荒廃していた阿迦之宮を再建し、その後に水口岡山城の城主であり関ヶ原の戦い後に自害させられた長束正家も合わせて祀っている。

## 境内
- 本堂（観音堂）
- 行者堂
- 本地堂
- 庫裏
- 客殿
- 弁天堂
- 諏訪神社
- 鐘楼堂
- 山門
- 奥の院（阿迦之宮） - 古城山山頂。
- 四国三十三観音霊場石仏群 - 裏山一帯。

## 文化財

### 重要文化財
- 木造千手観音立像 - 鎌倉時代。
- 木造阿弥陀如来立像 - 平安時代。

重要文化財の千手観音像と阿弥陀如来像は2001年（平成13年）以降、所在不明になっていたが、その後、これらの仏像は東京都品川区の安楽寺に安置されていることがわかった。安楽寺は大岡寺を相手取り、仏像の所有権を主張する訴訟を起こしていたが、2018年（平成30年）1月、大津地裁は安楽寺の訴えを退け、仏像を大岡寺へ返却するよう命じた。
一方、かつては延暦寺の三門跡として知られていた大津市の圓満院が2009年（平成21年）5月に重要文化財に指定されている宸殿など建物9棟と庭園など土地が大津地方裁判所によって競売にかけられた際に、大岡寺が落札している。この競売にともない、同年8月20日には円満院の所有権を大岡寺に移転させる法的手続が完了している。

## 前後の札所
近江西国三十三箇所
25 金剛定寺　-　26 大岡寺　-　27 千光寺
甲賀西国三十三所
21 善水寺　-　22 大岡寺　-　23 千光寺